# Alphonse Elric
Alphonse Elric (アルフォンス・エルリック?, Arufonsu Erurikku) è un personaggio immaginario ideato da Hiromu Arakawa e il coprotagonista della serie manga e anime Fullmetal Alchemist. Alphonse, soprannominato Al, è il fratello minore di Edward. Insieme a lui, è sempre in viaggio alla ricerca della pietra filosofale che restituirà loro i corpi. Al contrario del fratello, Alphonse ha perso tutto il corpo e la sua anima è stata legata ad un'armatura di piastre imponente.
Nei doppiaggi originali è interpretato da Rie Kugimiya, nell'adattamento italiano invece da Benedetta Ponticelli. È stato accolto positivamente dalla critica, apprezzando soprattutto il suo design e il rapporto con il fratello.

## Concezione e sviluppo

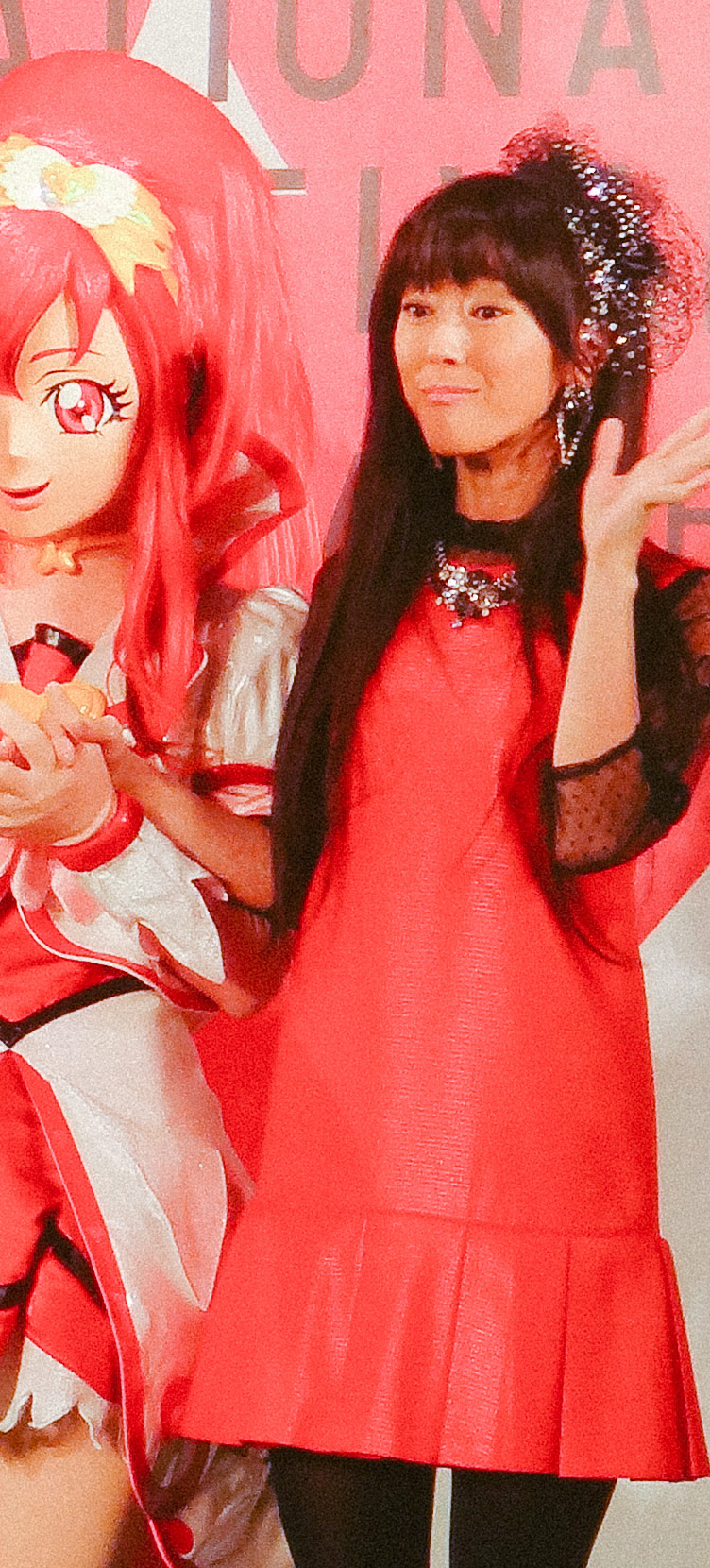
Rie Kugimiya, la doppiatrice di Alphone nell'anime

Alphone fu ideato come fratello di Edward Elric. Nel prototipo della serie, l'anima di Alphonse avrebbe dovuto essere legata a uno scoiattolo volante invece di un'armatura. Per adattarsi ai lettori della rivista Monthly Shōnen Gangan, Hiromu Arakawa modificò il design dei personaggi. Dal momento che il personaggio appariva spesso solo come la sua armatura, Arakawa disegnò spesso schizzi del suo aspetto umano per non dimenticarselo. L'autrice volle inserire diversi problemi sociali nella trama di Fullmetal Alchemist, come il rapporto tra Edward e Alphonse dopo la morte di Trisha Elric, loro madre. La storia esplora come i fratelli aiutano diverse persone a comprendere il vero significato di famiglia. Arakawa trovò difficile disegnare le emozioni sull'armatura di Alphonse, soprattutto quando doveva piangere. Mentre produceva il capitolo 40 del manga, Arakawa vide la conversazione tra i due fratelli come un modo per mostrare i sentimenti di Alphonse e farlo apparire come se stesse piangendo. Negli omake spesso l'autrice disegnò il personaggio in situazioni comiche per contrastarlo con il resto del cast. Disse che lo fece perché, secondo lei, Alphone è quel tipo di persona a cui piace prendere in giro le altre persone.
Alphone è doppiato da Rie Kugimiya nel doppiaggio originale. Nell'edizione italiana invece da Benedetta Ponticelli.

## Descrizione del personaggio
Al contrario del fratello, Alphonse è molto più calmo, introverso, tranquillo e si trova spesso a dover calmare, rimproverare o trattenere l'irruente fratello maggiore. Al è una persona educata, rispettosa e sensibile, che pur prendendo con ironia il suo aspetto da armatura, talvolta ne soffre molto ed è ferito dai commenti della gente. Ama molto gli animali, soprattutto i gatti, e difatti vorrebbe averne uno per sé, ma a causa della loro condizione di viaggiatori, il fratello maggiore continua ad impedirglielo, anche se Al continua a raccogliere gli animali abbandonati che trova per strada e a nasconderli nella sua armatura. Il suo aspetto a volte gli è di intralcio, come quando cammina nel deserto e sprofonda, e a volte d'aiuto, come quando in battaglia i nemici lo considerano morto dopo avergli staccato la testa e lui li sorprende rialzandosi.

## Biografia del personaggio

I due fratelli Elric da bambini (Alphonse a destra), inseguiti dall'uomo mascherato sull'isola deserta

Alphonse nasce a Resembool, accudito dalla madre Trisha, e insieme al fratello maggiore Edward si dedica fin da piccolo allo studio dell'alchimia, per poter colmare nella madre il vuoto che le ha lasciato la partenza del marito Van Hohenheim, del quale Edward ha pochissimi ricordi. Differentemente dal fratello, però, Al non perde le speranze che il padre ritorni, ma non ne parla mai perché Ed gli fa notare che la madre si rattrista quando si accenna a Hohenheim. A soli otto anni, i fratelli perdono la madre, viene allora convinto dal fratello a studiare l'alchimia più a fondo sotto la guida della maestra Izumi Curtis nella città di Dublith. Infine, a undici anni tentano di fare risorgere la madre, fallendo e, per "pagare" il prezzo della trasmutazione, Al perde l'intero corpo, ed Ed la sua gamba sinistra. Ed lega l'anima di Al a un'armatura dopo aver perso anche il braccio destro. Negli anni successivi i fratelli Elric viaggeranno per il mondo alla ricerca della "Pietra Filosofale" così da poter ripristinare i loro corpi.

Durante il viaggio fanno tappa a Reole perché alla ricerca della pietra filosofale, liberando la cittadina dal dominio di Cornello. Ritornano poi a Central City dove Al ingaggia una battaglia con Barry, il quale insinua in Al che sia solo una creazione del fratello ciò causa una lite tra i due che si risolve grazie all'intervento di Winry, la quale, approfittando del fatto che i fratelli Elric vogliono andare a far visita alla loro vecchia maestra si fa accompagnare a Rush Valley. Arrivati a Dublith per incontrare l'insegnante i due le rivelano la loro storia, e Al viene rapito da Greed e dalla sua banda intenzionata a scoprire il segreto del suo corpo. Il piano dell'homunculus finisce nel peggiore dei modi, poiché intervengono sia Edward che King Bradley. Al tenta di mettere in salvo la chimera Martel nascondendola nella sua armatura, ma fallisce causandone la morte per mano di Bradley: dopo quest'esperienza gli torna alla mente il portale e diviene dunque capace di usare l'alchimia senza cerchio alchemico come il fratello. 

L'armatura di Alphonse. Dietro ad essa, fra gli alberi, l'ombra di Pride.

In seguito, i fratelli Elric si alleano con Ling, Lan Fan e i militari di Mustang. I fratelli però incontrano un homunculus chiamato "Padre", che è il vero leader di Amestris e Bradley sua sottoposta. I fratelli sono costretti a lavorare ancora per l'esercito, dal momento che Bradley li minaccia di uccidere Winry se oppone resistenza ai loro ordini.
Al parte quindi insieme a Ed, a Winry e ad alcuni soldati di Briggs per eseguire i tre ordini che Kimbly ha dato a Edward. Il gruppo trova May, Marcoh, Yoki e Scar (che Ed affronta aiutato da Al), e Alphonse convince le due chimere che stanno combattendo con l'uomo di Ishbar a passare dalla loro parte. Quindi cerca di fermare il gruppo che si sta dirigendo a Briggs e rischia di essere catturato dai soldati di Central City che lì si trovano. Durante il tragitto perde i sensi per qualche istante e vede il suo vero corpo presso il portale che gli tende la mano. Winry e gli altri lo trasportano dividendo il suo corpo in pezzi nello stesso momento in cui Edward viene ferito e sviene in seguito al combattimento con Kimbly. Insieme a Marcoh e a May, quindi, Alphonse riesce a decifrare in parte gli appunti del fratello di Scar. Quando Drachma attacca la fortezza di Briggs, Al, Winry, May, Marcoh e Yoki si trovano in un rifugio di profughi di Ishbar, e una delle chimere che Al ha portato dalla loro parte telefona agli homunculus rivelando la loro posizione.
In seguito Al arriva a Reole con il resto del gruppo e incontra Hohenheim dopo anni, venendo a conoscenza della sua storia e alleandosi con lui mostrandogli anche i cerchi di trasmutazione scoperti negli appunti del fratello di Scar. Viene poi catturato da Gluttony e Pride, che ne prende il controllo e lo usa per combattere Edward e gli altri durante il loro viaggio verso Central City, ma grazie all'intervento di Ling, Lan Fan e Foo riesce a liberarsi dal controllo di Pride e collabora con Hohenheim per intrappolare l'homunculus in una cupola di terra, lasciando però il suo corpo all'interno.
Usando il codice morse con la testa di Al, Selim attira Kimbly sul posto che lo libera e ferisce Heinkel. I due attaccano poi Al, cui però la chimera consegna la pietra filosofale che ha conservato da quando Kimbly l'ha persa al nord: nonostante contenga anime di esseri umani, Al viene convinto ad usarla da Heinkel, in modo che quelle vite possano essere utili e salvare tutti, e combatte Pride e Kimbly, che ha una seconda pietra filosofale. Alphonse riesce a consegnarla a Marcoh, il quale la usa per curare Heinkel prima di fuggire con tutti gli altri (Al compreso), e Pride mangia il moribondo Kimbly. In seguito Al è stato trasportato assieme a Edward e a Izumi al cospetto del Padre (che ha assunto la sua vera forma), ma è tuttavia incosciente. Si scoprirà poi che la mente di Alphonse è all'interno del portale, davanti al suo vero corpo: nonostante l'enorme desiderio di riprendersi il suo corpo decide di rimandare l'evento, poiché è convinto che con un aspetto così malnutrito e debole non avrebbe mai potuto aiutare i suoi compagni nella lotta.
Ripreso conoscenza, dopo un iniziale battaglia contro il Padre, insieme agli altri sacrifici permette l'attivazione del cerchio alchemico di Amestris. Successivamente, eseguendo una trasmutazione su sé stesso, riesce a ridare il braccio al fratello per consentirgli di combattere dopo che il suo automail è andato distrutto, annullando la sua trasmutazione umana e ricongiungendosi al proprio corpo al Portale, fiducioso che Ed verrà a riprenderlo. Ed poi rinuncerà alla possibilità di usare l'alchimia per riportarlo indietro. Finalmente riunito al proprio corpo Al torna a Resembool assieme al fratello, e dopo due anni di convalescenza per recuperare appieno le energie, decide di compiere un viaggio a Xing per studiare l'Alkahestry. Con lui Jelso e Zampano, che diventano sia i suoi allievi sia le sue guardie del corpo. La storia finisce con un'immagine in cui vengono mostrati Edward, Winry e Ak assieme a May Chang, la quale è diventata probabilmente sua moglie.

### Altre versioni

#### Anime del 2003
La storia riprende il manga originale fino al il combattimento con Greed. Al poi viene trasmutato da Scar nella pietra filosofale ed è dunque costretto a fuggire poiché braccato dagli homunculus. Viene poi catturato e portato fino al cospetto di Dante, capo degli uomini artificiali, che ha intenzione di usarlo per tornare giovane e reincarnarsi nuovamente nel corpo di un'altra ragazza, Rose. Qui, dopo aver visto la morte di suo fratello nel tentativo di aiutarlo, decide di sacrificarsi per lui, usando tutto se stesso per riportarlo in vita con entrambi gli arti persi. Al suo risveglio, Edward sacrifica però nuovamente il braccio e la gamba per riportare in vita il fratello con tutto il suo corpo, che nel frattempo non è invecchiato: Al, che ha perso la memoria del periodo in cui la sua anima era legata all'armatura, separato dal fratello decide dunque di ricominciare lo studio dell'alchimia per poterlo ritrovare.
Ne Il conquistatore di Shamballa, Alphonse ha di nuovo il suo corpo in carne ed ossa, che ora dimostra tredici anni, ed ha perso i ricordi degli anni passati legato ad un'armatura. Ha continuato a studiare l'alchimia per trovare il modo di ritrovare suo fratello, e alla fine grazie a Wrath trova il modo di aprire il portale tra i due mondi per permettere il ritorno del fratello, ma provoca l'arrivo delle truppe della società di Thule ad Amestris, intenzionate a distruggerlo in quanto, secondo loro è abitato da mostri disumani. I due fratelli riescono però, con l'aiuto di Mustang e dei militari, a scongiurare l'attacco, e Edward torna aldilà del portale per richiuderlo per sempre. Tuttavia Al lo segue di nascosto dall'altra parte, preferendo vivere in un mondo a lui sconosciuto piuttosto che separarsi nuovamente dal fratello, riacquistando così la memoria.

## Altri media
Alphonse è apparso in quasi tutti gli original anime video della serie. È apparso anche nella light novel scritta da Makoto Inoue. 
È apparso in tutti i videogiochi di Fullmetal Alchemist. Nei videogiochi per PlayStation 2: Fullmetal Alchemist: Tobenai tenshi, Fullmetal Alchemist 2: Akaki erikushiru no akuma e Fullmetal Alchemist 3: Kami o tsugu shōjo; aggiungono nuove storie in cui i fratelli Elric ricercano la Pietra Filosofale.
Sono stati distribuiti due image song dedicate al personaggio: la prima chiamata Hagaren Song File – Alphonse Elric (Hagaren Song File - アルフォンス・エルリック?, Hagaren Song File - Arufonsu Erurikku), mentre la seconda Theme of Alphonse Elric. Tutti e due gli album sono stati eseguti dalla doppiatrice di EAl, Rie Kugimiya.

## Accoglienza

### Popolarità

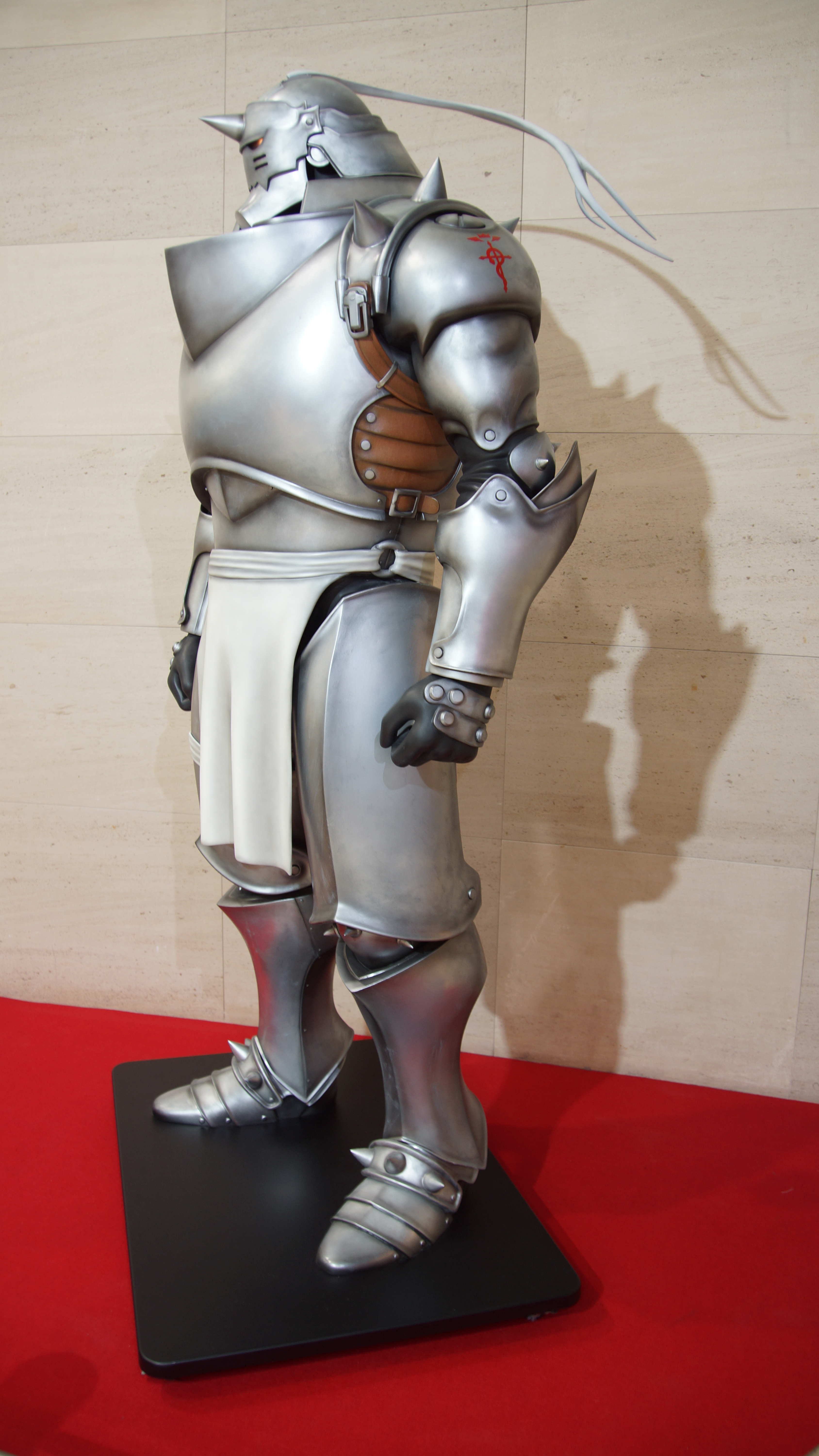
Riproduzione dell'armatura di Alphonse

Nei sondaggi di popolarità sul manga fatti da Monthly Shōnen Gangan, Alphonse è stato inizialmente al 3° posto, tuttavia è sceso al 4° in un secondo sondaggio. Arrivò a un'alta posizione nella classifica dell'Anime Grand Prix di Animage nella categoria del miglior personaggio maschile nel 2004.

### Critica
Il personaggio di Alphonse è stato elogiato e criticato da molte pubblicazioni su manga, anime e cultura di massa. Chis Beveridge di Mania Entertainment ha elogiato il personaggio per essere "abbastanza il personaggio simpatico" e ha gradito il suo ruolo nella prima serie. L'alienazione del personaggio per la sua stessa esistenza è stata elogiata; Beveridge disse che "potrebbe fare una serie tutto da solo". In una recensione di un volume seguente, Beveridge ha affermato che il cambio di fulcro verso Alphonse "come un ragazzino vero" è stato "un buon cambio di ritmo". Samuel Arbogast di T.H.E.M. Anime Reviews ha sostenuto che l'interazione tra i fratelli Elric durante il loro viaggio è interessante e che l'armatura di Alphonse fosse il design più notevole della serie. Secondo Holly Ellingwood di Active Anime, i due fratelli "diventano uomini" dopo la prima apparizione di Van Hohenheim nel manga, mentre i due cercano un modo per recuperare i loro corpi. Lydia Hojnacki di Pop Cultural Shock ha sostenuto che il personaggio di Alphonse è tanto importante quanto quello del fratello, considerando Alphonse e Edward come yin e yang.
Rebecca Silverman di Anime News Network ha apprezzato lo sviluppo di Alphonse nel corso del manga, soprattutto quando rifiuta di recuperare il suo corpo indebolito per aiutare i suoi amici; a questo proposito, Silverman ha fatto un confronto tra i due fratelli, chiedendosi se Edward avrebbe fatto lo stesso. Chris Beveridge ha trovato lo sviluppo del personaggio nel Conquistatore di Shamballa accattivante perché comincia a assomigliare fisicamente a Edward. Nella recensione del videogioco Fullmetal Alchemist and the Broken Angel di RPGFan, Neal Chandran ha affermato di apprezzare la dinamica tra i protagonisti sia nei combattimenti sia nei dialoghi. Dal punto di vista del doppiaggio inglese, il doppiatore Aaron Dismuke, il quale lo aveva doppiato da dodicenne nella prima serie, è ritornato a doppiarlo da adulto nella Fullmetal Alchemist: Premium OVA Collection, ma è stato criticato da Justin Sevakis, il quale su Anime News Network ha scritto che "semplicemente non sembrava più Alphonse".

### Merchandising
Alphonse ha ricevuto diverso merchandising tra cui action figure, portachiavi e pupazzi. Una statuina è stata elencata da UGO Networks nell'articolo sugli Insanely Expensive Comic Book Collectibles We'd Blow Our Wad On (lett. "Collezionabili fumettistici follemente costosi per cui bruceremmo i nostri risparmi").